# Kouk Kakthen (gmina)
Kouk Kakthen – gmina (khum) w północno-zachodniej Kambodży, w północnej części prowincji Bântéay Méanchey, w dystrykcie Thmâ Puŏk. Stanowi jedną z 6 gmin dystryktu.

## Miejscowości
Na obszarze gminy położonych jest 9 miejscowości:
- Dei
- Sdau
- Treas
- Kouk Kakthen
- Ta Siev
- Chonleas Dai
- Ta Trai
- Preah Chhor
- Kouk Khpos